# 1830 au Royaume-Uni

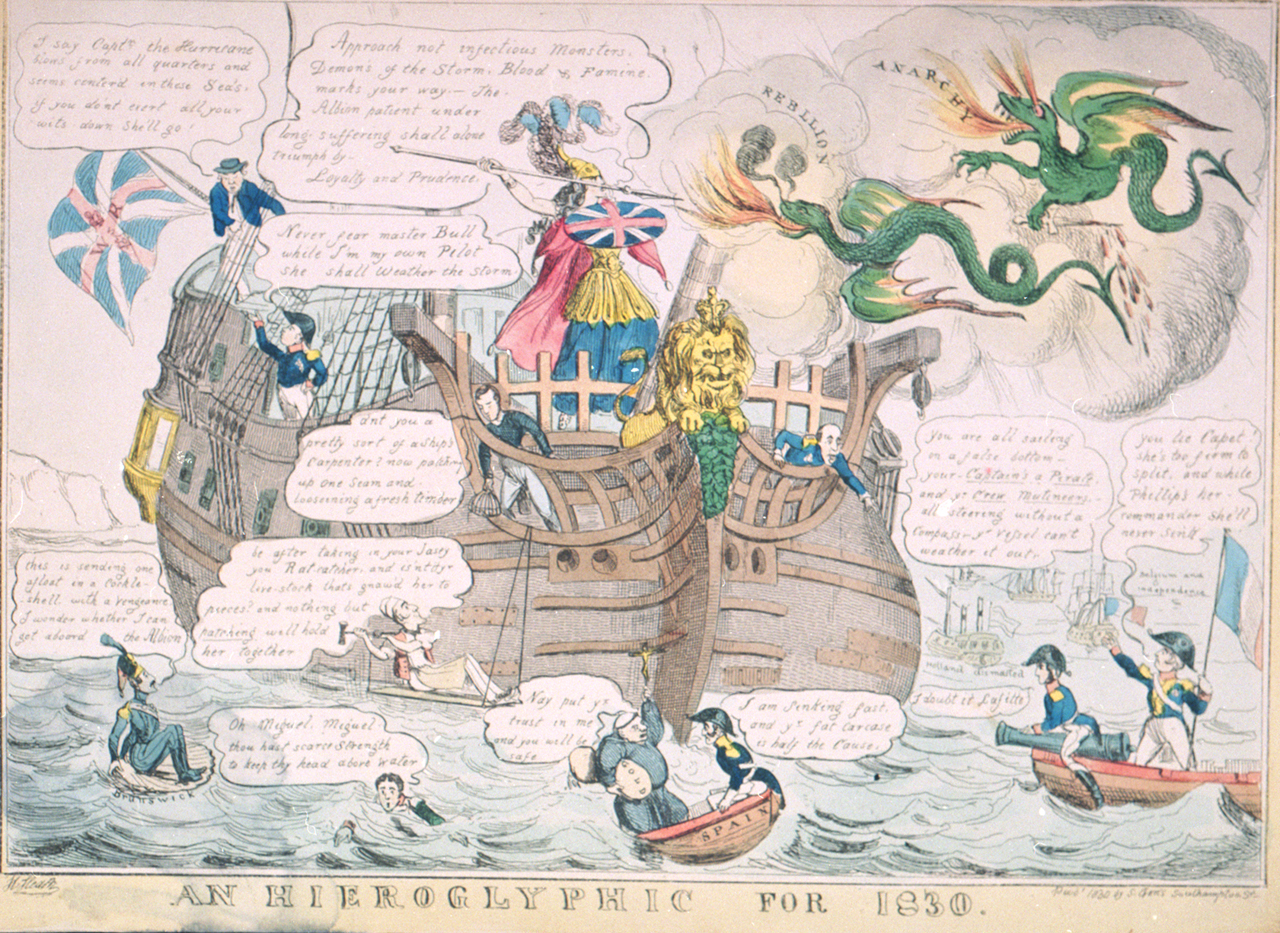
un hiéroglyphes de l'any1830

Cette page concerne l’année 1830 au Royaume-Uni. Cette année-là, on assiste à un changement de monarque.

## Titulaires
- Monarque – George IV (jusqu’au 26 juin), William IV (à partir du 26 juin)
- Premier ministre – Arthur Wellesley, 1er duc de Wellington (Tory) (jusqu'au 16 novembre); Charles Grey, 2e comte Grey (Whig) (à partir du 22 novembre)
- Secrétaire d'État aux Affaires étrangères – George Hamilton-Gordon, 4e comte d'Aberdeen (jusqu’au 22 novembre) Henry John Temple, 3e vicomte Palmerston (à partir du 22 novembre)
- Secrétaire d'État à la Guerre –  George Murray (jusqu’au 22 novembre) comte de Ripon (à partir du 22 novembre)
- Parlement – 8e (jusqu'au 24 juillet), 9e (à partir du 14 septembre)

## Événements
- 2 février – Ouverture du Yorkshire Museum par la Yorkshire Philosophical Society à York[1].
- 5 février – un incendie détruit les Argyll Rooms à Londres, où la Philharmonic Society of London présente des concerts, mais les pompiers parviennent à empêcher sa propagation grâce à leur nouvel équipement, des camions de pompiers à vapeur[2].
- Mai – première partie de la Southend Pier (en) achevée[3].
- 24 juin – dernière personne à être mise au Pilori en Angleterre, Peter Bosse, pour parjure[4].
- 26 juin – Le roi George IV meurt et son frère cadet William IV qui lui succède[5]. À partir de ce moment, la somme votée par le Parlement pour la liste civile est limitée aux dépenses de la Maisons royale, supprimant toute responsabilité résiduelle de la Couronne pour le coût du gouvernement civil.
- 23 juillet – Beerhouse Act 1830 (en) libéralise la réglementation sur le brassage et la vente de bière par les particuliers.
- 28 juin – Premier policier tué en service au Royaume-Uni, Joseph Grantham (en) du nouveau Metropolitan Police Service de Londres.
- Août – Les Élections générales se soldent par une victoire Tory, mais avec une majorité réduite[6].
- 28 août – Des émeutes de type Swing éclatent dans le Kent et se propagent dans le sud et l'est de l'Angleterre.
- 31 août – Edwin Budding obtient un brevet pour l’invention de la tondeuse à gazon.
- 6 septembre – Émeutes d’Otmoor : manifestation de masse contre les enclosures d'Otmoor dans l’Oxfordshire[7].
- 15 septembre – Ouverture de la Liverpool and Manchester Railway, la première ligne ferroviaire interurbaine de transport de voyageurs au monde exploitée uniquement par des locomotives à vapeur. Lors de l'ouverture, le parlementaire de Liverpool William Huskisson est tué accidentellement par la Fusée de Stephenson, devenant ainsi la première victime ferroviaire[8]. Les travaux comprennent des tunnels à Edge Hill (en), Liverpool[9].
- 11 novembre – Le chemin de fer de Liverpool et Manchester commence à transporter le courrier[8].
- 22 novembre –  Le Comte Grey membre du parti whig, succède au Duc de Wellington comme Premier ministre et forme le Gouvernement Grey (en).
- 16 décembre – dernière pendaison pour piraterie à Execution Dock, Wapping à Londres.

### Événements en cours
- Premiere guerre anglo-ashanti (1823–1831)

### Non daté
- Southern Ocean Expedition (en) : John Biscoe part en expédition pour trouver de nouveaux territoires de chasse au phoque dans l'Océan Austral[10].
- Fondation de la Geographical Society of London.
- Ouverture du premier bain  de saumure à Droitwich Spa.
- Sir Jonah Barrington (en) (résidant en France pour éviter ses créanciers) est démis de ses fonctions dans la magistrature irlandaise à la suite d'un discours adressé au roi par les deux chambres du Parlement, un événement unique.
- Austins of Derry (en) s'est établi en Irlande du Nord. À sa fermeture en 2016, il deviendra le plus ancien grand magasin indépendant du monde[11].
- McVitie's a été fondée sous le nom de McVitie & Price's biscuit bakery à Édimbourg.
- Price's Patent Candles (en) fondée par William Wilson à Vauxhall, Londres.

## Publications
- Roman Paul Clifford d'Edward Bulwer (anonyme).
- Premier volume de l'ouvrage de Charles Lyell Principles of Geology[6].
- Recueil de poèmes, principalement lyriques, d'Alfred Tennyson Poems, Chiefly Lyrical.

## Naissances en 1830
- 3 février – Robert Cecil, devenu par la suite marquis de Salisbury, Premier ministre († 1903)
- 11 avril – John Douglas, architecte († 1911)
- 22 avril – Emily Davies, pionnière des droits des femmes et de l’éducation († 1921)
- 20 juillet – Clements Markham, géographe, explorateur et écrivain († 1916)
- 5 décembre – Christina Rossetti, poétesse († 1894)
- 23 décembre – Charlotte Alington Barnard ('Claribel'), compositrice de ballades († 1869)

## Décès en 1830
- 7 janvier – Sir Thomas Lawrence, peintre (° 1769)
- 16 mars – Sir Robert Farquhar, administrateur colonial (° 1776)
- 26 juin – Roi George IV (° 1762)
- 15 septembre – William Huskisson, Membre du Parlement (° 1770)
- 18 septembre – William Hazlitt, essayiste (° 1778
- 7 décembre – Joseph Stannard (en), peintre de marines et de paysages (° 1797)